# 콘깬 FC
콘깬 FC (태국어 : สโมสรฟุตบอลจังหวัดขอนแก่น)은 태국 북동부 지역의 중심부에 위치한 도시인 콘캔 주를 연고로 하는 태국의 프로 축구단이다. 콘깬 FC는 현재 Khon Kaen Provincial Administrative Organization Stadium를 홈구장으로 사용하며, 현재 태국의 3부리그인 타이 리그 3에 소속되어 있다. 
과거 2011년에 태국 디비전 1 리그 에서 준우승을 기록하며 역사상 처음으로 태국 디비전 1 리그에서 태국 리그 1로 승격했었다.
전통적으로 검은색과 노란색을 상징 색으로 사용하며 일반적으로 주변 지방에서 발견되 공룡 화석에서 이름을 따서 티렉스라고도 부른다. 